# Xã Preston, Quận Platte, Missouri
Xã Preston (tiếng Anh: Preston Township) là một xã thuộc quận Platte, tiểu bang Missouri, Hoa Kỳ. Năm 2010, dân số của xã này là 1.540 người.